# 이스라엘 독립 선언서

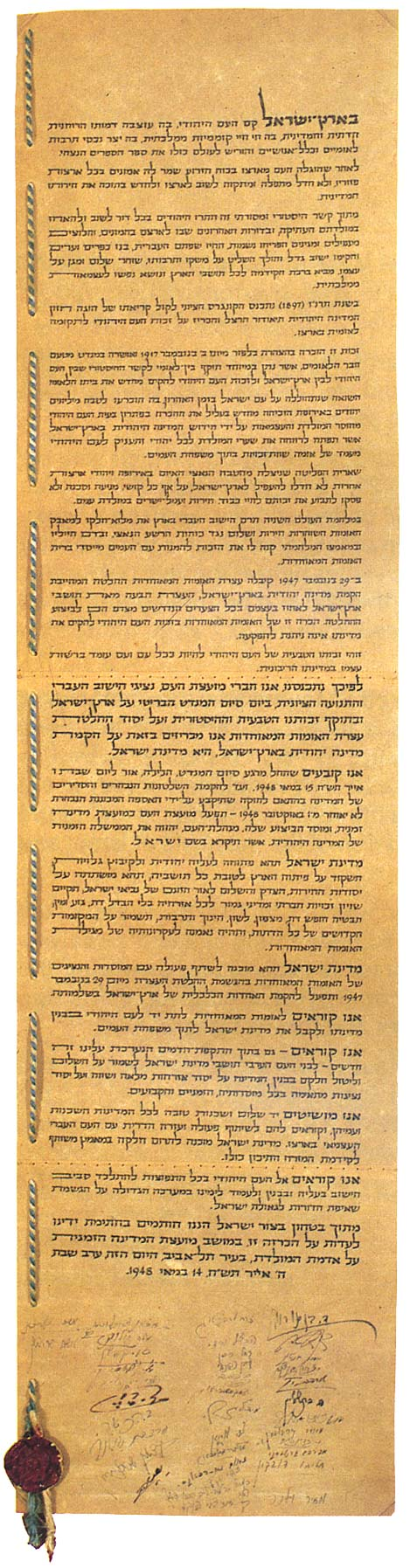
이스라엘 독립 선언서의 모습

이스라엘 독립 선언서(히브리어: הכרזת העצמאות 하크라자트 하츠마우트) 또는 히브리어: מגילת העצמאות 메길라트 하츠마우트)는 영국의 팔레스타인 지배가 끝난 날인 1948년 5월 14일(헤브루력 5708년 이야르월) 팔레스타인 지구를 이스라엘의 새로운 유태인의 영토이자 이스라엘 왕국과 유다 왕국을 계승한 국가로 선포한 문서이다.
이 날은 이스라엘에서 매년 욤 하츠마우트(히브리어: יום העצמאות, "독립기념일"이라는 뜻)라는 이름의 국경일로 헤브루력에서 기념하고 있다. 팔레스타인인들은 이 날을 나크바의 날(아랍어: يوم النكبة 욤 알나크바[*], "재앙의 날"이라는 뜻)이라 부르며 매년 5월 15일을 나크바의 날로 기념하고 있다.

## 배경
유엔 총회는 임시 정부가 독립 선언 전에 유엔에게 “이 땅에 사는 사람은 민족, 종교, 언어나 성별을 불문하고 차별하지 않을 것”이란 취지의 선언을 할 것으로 결론을 내린 바 있다. 총회는 선언서는 권위 손상적인 부분이 없으며, 이것은 “국가의 기본적인 법률이고, 다른 어떤 법률, 규칙, 공식적 행동도 이 법률과 충돌하거나 이 위에 있을 수 없음”을 명시할 것을 의무화하였다.
팔레스타인을 유태인들의 고향으로 만드는 것이 19세기 말 이래 시오니즘주의자들의 목표였으나, 1917년이 돼서야 밸푸어 선언을 통해 그 견해가 공식적인 지지를 받기 시작하였다. 선언서에는 영국 정부가 팔레스타인에 유대인들의 집을 만들어줄 것을 요구하였다. 1936년 필 위원회는 팔레스타인 지구를 유태인 주와 아랍인 주로 나눌 것을 제안하였으나, 이 안은 정부가 진행할 수 없는 문제라는 이유로 기각당했으며, 부분적으로 1936년부터 1939년에 걸친 팔레스타인의 아랍인 반란의 이유로 지적받기도 하였다.

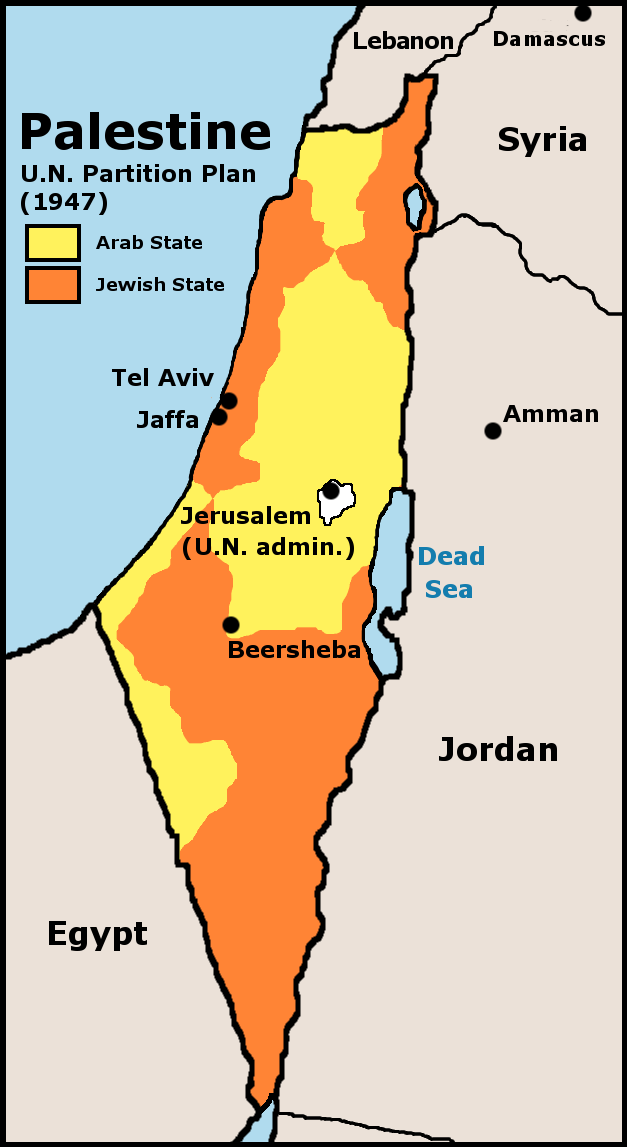
유엔의 분할 계획

증가하는 폭력의 추세 속에, 영국은 이 문제를 유엔에게로 넘겼다. 그 결과 유엔 총회 결의 제181호가 통과되었는데, 이 안건은 팔레스타인을 유태인과 아랍인으로 나누는 분할 계획이었다. 인구의 약 10%를 차지하는 유태인들은 팔레스타인 지구의 56%가량 되는 땅을 받으며, 대신 유엔 관리 지역으로 분류된 예루살렘은 제외되었다. 대부분의 유태인들이 이 계획을 받아들였으나, 아랍인들은 반대하였다. 1947년 11월 29일, 이 안건은 유엔 총회에서 투표에 부쳐졌다. 결과는 찬성 33표 대 반대 13표, 기권 10표였다. 아랍 국가들 (모두 이 안건에 반대함)은 유엔 총회가 해당 국가의 인구 절대 다수가 반대하는 안건을 실행할 수 있는지를 문제 삼으면서 국제사법재판소로 이 일을 가져고자 하였으나 결국 실행되지 않았다. 분할은 영국이 지배 영역에서 철수하는 날인 1948년 5월 15일부터 실행되었다. 당시 영국은 이 계획을 양쪽이 받아들이지 못할 것이라며 부정적인 입장을 보였었다.

### 선언서의 초안 작성
선언서는 핀챠스 로젠의 부탁에 따라 히스타드루트 (팔레스타인 노동총연맹)의 법적 자문이자 이후 이스라엘 최고법원 판사를 지낸 즈비 베렌슨이 초안을 작성하였다. 개정을 거친 두 번째 판은 세 변호사, A. 베함, A. 힌츠하이머와 Z.E. 베이커가 만들었으며, 이후 모쉐 샤렛, 아하론 지슬링, 다비드 레메즈, 핀챠스 로젠 등등이 속해있던 위원회가 보정을 맡았다. 두 번째 위원회 회의에는 벤구리온, 예후다 레입 마이몬, 샤렛과 지슬링 등이 참여하여 최종판을 작성하였다. 이는 5월 14일 텔아비브의 유대 민족 기금 빌딩의 전국 평의회에서 승인되었다. 회의는 선언서의 최종 기한보다 1시간 이른 오후 3시에 끝났으며, 어느 정도의 반대가 끝까지 있었으나 최종 선언문은 만장 일치로 승인되었다.
이 과정에서 쟁점은 크게 두 가지가 있었는데, 그것은 국경과 종교에 관한 것이었다. 국경 문제에서는, 초안에서 유엔 분할 계획에 의해 국경이 정해질 것이라는 글이 적힌 것이 시작이었다. 로젠 등은 이를 지지하였으나, 벤구리온과 지슬링은 반대하였으며, 특히 벤구리온은 “우리는 유엔 결의안을 받아들였지만, 아랍인들은 그러지 않았다. 그들은 우리에 대한 전쟁을 준비하고 있다. 만약 우리가 그들을 이기고 서부 갈릴리나 예루살렘으로 가는 길목의 영역을 차지한다면, 이 지역은 국가의 일부가 될 것이다. 아랍인들이 찬성하지 않을 수도 있는 국경을 우리가 왜 받아들여야하나?”라고 말하였다. 이 내용은 결국 임시 정부 회의에서의 투표 결과 5표 대 4표로 선언문에서 제외하기로 최종 결정이 났다. 요르단강 양쪽 유역의 땅도 유태인 땅에 포함시키길 원했던 수정 시오니즘주의자들은, 선언서의 내용에 “역사적인 국경 내에”라는 문구를 포함시키길 원했으나 소원을 이루지는 못하였다.
두 번째 주요 쟁점은 문서의 마지막 부분에 신을 포함시킬 것인지의 여부였으며, 구체적으로 초안에서 “전지전능하신 분에 우리의 믿음을 바치며”라는 문구를 사용한 것이 출발점이 되었다. 두 랍비 샤피라와 예후다 레입 마이몬은 이 문구는 절대 생략할 수 없다고 주장하였으며, 샤피라는 “이스라엘의 신” 또는 “이스라엘의 전지전능하신 구세주” 등의 문구를 쓸 것을 지지하기도 하였다. 이 제안은 세속주의 마팜 당의 멤버였던 지슬링이 강하게 반대하였다. 결국 선언문 마지막에는 “이스라엘의 바위”라는 어구를 사용하였는데, 이는 신 또는 에레츠 이스라엘 (이스라엘의 땅) 둘 다로 해석될 수 있는 것이었다. 벤구리온은 이에 관해 “우리들 한 명 한 명이, 각자의 방식으로, 나름의 ‘이스라엘의 바위’가 가진 의미를 믿고 있다. 한 가지 부탁을 하겠다: 이 어구만은 투표에 부치지 말기를 바란다”라고 말하였다. 지슬링은 이도 끝까지 반대를 하였으나, 투표 없이 이 어구는 선언문에 포함되었다.
5월 14일에 이뤄진 의회에서는, 임시 정부의 다른 멤버들이 선언문에 덧댈 것들을 여러 가지 제안하였다. 메이어 빌네르는 영국군의 지배를 비난하는 내용을 포함시키길 원했으나 샤렛이 반대하였다. 메이어 아르고브는 유럽의 피난민 캠프를 언급할 것과 언어의 자유를 보장할 것을 강하게 주장하였다. 벤구리온은 후자에는 찬성하였으나 히브리어가 국가의 주요 언어여야함을 지적하였다.
작성자들은 새로운 국가의 이름에 관해서도 의견을 내었다. 에레츠 이스라엘 (Eretz Israel), 에버 (Ever), 유대 (Judea), 시온 (Zion) 등이 제안되었으며, 시오나, 이브리야, 헬즈리야 등도 후보였다. 유대와 시온은, 분할 계획에 따라 예루살렘 (시온)과 대부분의 유대 산이 국가에 포함되지 않는다는 이유로 기각되었다. 벤구리온은 “이스라엘”을 제안하였으며, 이는 6표 대 3표로 통과되었다.
단어 사용에 대한 논쟁은 선언문이 완성된 이후에도 끝나지 않았다. 선언문의 서명인 중 한 명인 메이어 다비드 로웬슈타인은 후에 “이는 우리의 아버지 아브라함이 주와 맺은 서약, 그리고 타나크에 담긴 약속으로 확립된 에레츠 이스라엘에 대한 우리의 권리를 무시한 처사이다. 또한 이는 람반의 성경 주석, 빌나 가온의 학생들, 바알 셈토브, 그리고 고대 유슈프에 살았던 유태인들의 권리를 무시한 것이다.”라 말하였다.

### 투표
5월 12일 전국 평의회가 소집되어 독립 선언에 대한 투표가 벌어졌다. 멤버 중 셋은 참여하지 않았다; 예후다 레입 마이몬과 이츠학 그루엔바움은 1948년 벌어진 예루살렘 공방전에 휘말린 상태였으며, 이츠학-메이어 레빈은 미국에 있는 상태였다.
회의는 1:45에 시작해 12시가 지난 후에야 끝을 맺었다. 쟁점은 미국이 제안한 휴전 협정의 승인 또는 독립 선언 사이의 결정이었다. 후자는 투표에 부쳐졌으며, 10명의 멤버 중 6명이 찬성하였다.
- 찬성: 다비드 벤구리온, 모쉐 샤렛, 페레츠 번슈타인, 하임-모쉐 샤피라, 모데챠이 벤토브, 아하론 지슬링
- 반대: 엘릿저 카플란, 다비드 레메즈, 핀챠스 로젠, 베쳐-샬롬 시트리트

당시 세계 시오니스트 조직의 의장이자 나중에 첫 이스라엘의 대통령을 지낸 하임 바이츠만이 이 결정의 보증인이 되었으며, 그는 투표를 기다리는 동안 “대체 저들은 뭘 기다리는 건지, 바보를 기다리나?”라고 물었다고 한다.

## 선언식
독립 선언식은 텔 아비브 박물관 (오늘날엔 독립기념관)에서 열릴 예정이었으나, 영국 권력가들이 훼방을 하거나 아랍 군이 예상보다 일찍 침입할 것을 우려하여 이를 널리 알리진 않았다. 초대장은 5월 14일 심부름꾼들에 의해 발송되었으며, 오후 3시 30분까지 도착할 것과 이 행사를 비밀로 유지할 것을 당부하고 있었다. 행사 시작 시간은 4시였으며 (안식일의 시간과 겹치지 않도록), 이스라엘의 소리 (Kol Yisrael) 라디오 방송국의 개국 첫 방송으로 생중계될 예정이었다.
당일 승인된 선언문의 최종안은 JNF 빌딩에서 타입되었다. 당시 문서를 배달하기 위해 빌딩에 남아있었던 제에프 샤레프는, 자신이 어떤 수단으로 그곳에 갈 것인지 생각해두는 것을 깜빡하고 말았다. 결국, 그는 지나가던 차 (당시 운전사는 무면허로 차를 빌려 운전하고 있었다 함)를 히치하이크해 기념식까지 데려다 달라고 부탁해야 했다. 도중에 과속으로 경찰관이 차를 멈춰세웠으나, 독립 선언식이 이 때문에 지연된다는 말에 딱지가 배부되지 않았다. 샤레프는 박물관에 3시 59분에 도착하였다.
4시가 되자, 벤구리온은 테이블 위 의사봉을 두드려 선언식을 시작하였고, 곧이어 초대받은 250명의 손님들은 이후 이스라엘의 국가가 된 하티크바를 불렀다. 연설대 뒤의 벽에는 근대 시오니즘의 창시자 테오도르 헤르츨의 사진이 걸려있었으며, 양쪽에 있던 두 깃발은 이후 이스라엘의 국기가 되었다.
벤구리온은 초대 손님들에게 “이제 완성된 문서를 읽어드리겠습니다”라고 말한 후 16분간 선언문을 읽어내려갔으며, “이제 기립하여 유태인의 국가 창립의 문서를 받아들입시다”라는 말로 끝을 맺고 랍비를 불러 축복의 기도를 하였다.

### 서명

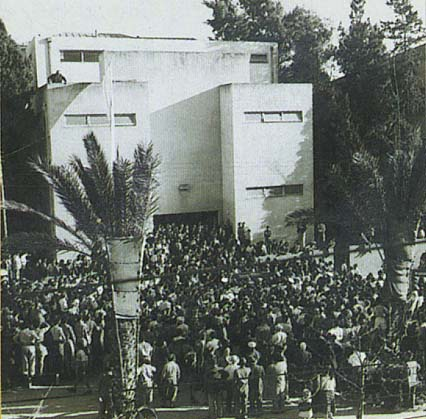
텔아비브 박물관에서 독립 선언을 기다리는 군중들

유슈프의 리더로서, 다비드 벤구리온이 처음으로 서명하였다. 선언문은 임시 정부의 37명 전원이 서명할 예정이었으나, 11명은 예루살렘 공방전 때문에, 1명은 외국에 있었기 때문에 참여를 하지 못하였다. 남은 24명의 서명인은 알파벳 순서로 서명을 하였으며, 참여하지 못한 이들이 서명할 자리는 비워두었다. 제라크 와하프티그의 경우, 자리가 비워져있긴 하였으나 서명은 옆줄 맨 위에 하였는데, 이는 빌네르의 이름을 따돌림하는 것, 아니면 공산주의자도 독립 선언에 찬성한다는 것을 강조하는 것이라는 추측을 낳았다.
저널리스트 헤르츨 로젠블룸이 서명할 차례가 되었을 때, 벤구리온은 그에게 필명인 헤르츨 바르디로 서명할 것을 부탁하였는데, 이는 최대한 많은 헤브루 이름을 선언문에 포함시키고자 한 그의 의도 때문이었다. 로젠블룸은 벤구리온의 요청에 따라 법적으로 자신의 이름을 바르디로 바꾸기도 하였으나, 이후 로젠블룸으로 서명하지 않은 것을 후회한다고 인정하기도 하였다. 다른 많은 서명인들도 자신의 이름을 이후 헤브루화하였는데, 그 예로 메이어 아르고브, 페레츠 번슈타인 (당시 프리츠 번슈타인), 아브라함 그라노트, 모쉐 콜, 예후다 레입 마이몬, 핀챠스 로젠 등등이 있었다. 한편 다른 서명인들은 서명에 몇 가지를 더 하였는데, 예를 들어 사디아 코바시의 경우 “하레위”란 문구를 적었다. 이는 레위 족을 지칭하는 것이었다.
마지막 서명인 모쉐 샤렛이 선언문에 자신의 이름을 적자, 모인 사람들은 다시 일어서 팔레스타인 필하모닉 오케스트라의 연주와 함께 하티크바를 불렀다. 벤구리온은 “이스라엘 국가는 창립되었습니다. 오늘 회의는 이걸로 끝입니다.”라는 말로 행사를 마무리하였다.

## 여파
독립 선언서의 서명이 끝난지 11분 후, 트루먼 대통령은 이스라엘 국가를 인정하였으며,, 이어 유엔 분할 계획에 반대했던 이란의 샤 모함마드 레자 팔라비를 비롯해, 과테말라, 아이슬란드, 니카라과, 루마니아, 우루과이에서도 국가를 인정한다 발표하였다. 1948년 5월 17일 소비에트 연방은 처음으로 이스라엘을 합법적으로 인정하였으며, 폴란드, 체코슬로바키아, 유고슬라비아, 아일랜드와 남아프리카 공화국이 뒤를 이었다. 미국은 몇 달 후인 1949년 1월 31일에야 공식적으로 국가를 인정하였다.
독립 선언을 한 지 얼마 지나지 않아 이스라엘에는 이집트, 이라크, 레바논, 시리아 군들이 들이닥쳐 1948년 제1차 중동 전쟁이 발발하였다 (이 전쟁은 이스라엘에서는 “밀하마트 하아츠마우트 (מלחמת העצמאות)”, 즉 ‘독립 전쟁’이란 이름으로 알려져있다). 6월 11일에 정전 협정이 이루어지긴 하였으나, 7월 8일 공격이 재개되어 18일까지 이어졌고, 이후 10월 중순에 다시 시작되어 1949년 7월 24일 드디어 시리아와의 휴전 협정으로 전쟁은 끝이 났다. 그때까지 이스라엘은 독립 상태를 유지하였으며, 1947년 유엔이 분할 계획을 냈을 때에 비해 국토를 대략 50% 정도 증가시켰다.
독립 후, 임시 정부가 재성립되어 1949년 1월 첫 선거가 이루어질 때까지 새 국가의 정부 역할을 하였다.
서명인들 중 다수가 독립 이후 정부에서 주요 역할을 하였다; 모쉐 샤렛과 골다 메이어는 수상을 지냈으며 이즈하크 벤즈비는 1952년 두 번째 이스라엘 대통령이 되었고, 그 외에도 많은 이들이 내각의 주요 인사를 맡았다. 다비드 레메즈는 1951년 5월 숨을 거둠으로써 서명인 중 처음으로 명을 달리한 사람이 되었으며, 서명인 중 29세로 가장 젊었던 메이어 빌네르는, 크네셋에서 1990년까지 일하였고 2003년 6월 사망하였다. 82세로 가장 나이가 많았던 서명인 엘리야후 베르리그네는 1959년 사망하였다.

### 이스라엘 헌법 내에서의 위치
선언문은 종교, 인종, 성별을 불문하고 모든 이스라엘 거주민들에게 사회정치적인 권리의 평등을 보장함을 역설하고 있다. 하지만, 크네셋에서는 선언문이 헌법도 평범한 법적 문서도 아니라는 자세를 유지하고 있다. 이스라엘 대법원에서는 선언문에 언급된 사항들은 그저 가이드라인일 뿐이며, 선언문이 실제 효력을 발휘하는 법률이라거나, 현존하는 법률을 무력화시킬 수 있는 힘을 가진 사항이 아님을 확인하였다. 크네셋에서 어떤 법률이 이의 없이 통과될 경우, 독립 선언문과 상충하는 면이 있더라도 일반적으로 하나의 법률로 존중받는다.
1994년 크네셋은 이스라엘의 두 가지 기본 법률인, “인간 존엄성과 자유”와 “직업의 자유”를 개정하면서, “이스라엘에서의 기본 인권은 존중받을 것이며 (...) 이스라엘 국가 성립의 선언문에 포함된 원칙을 기리며 시행될 것이다”라는 문구를 삽입하였다.

## 문서
벤구리온은 당시 청중들에게 독립 선언문을 직접 읽고 있다고 말하였으나, 사실 그 당시 그는 손으로 쓴 메모를 통해 읽고 있었다. 이는 당시 문서의 작성을 맡았던 화가 겸 서예가 오테 왈리쉬가 선언식 때까지 선언문을 완성시키지 못했기 때문이다 (실제 선언문은 6월이 돼서야 완성되었다). 세 파트로 나뉜 선언문 문서는, 일반적으로 국립 문서고에서 보관이 되었으나, 현재는 이스라엘 박물관에서 전시 중이다.

## 내용
선언문은 성경의 역사로부터 현재까지 직선을 이으면서 시작한다.
에레츠 이스라엘은 유대인의 탄생지였다. 이곳에서 그들의 영적인, 종교적인, 그리고 정치적인 정체성이 형성되었다. 이곳에서 그들은 처음으로 국가적 지위를 이루었으며, 국가적 또 세계적인 중요성을 지니는 값진 문화를 만들었고 세상에게 성경을 주었다.
선언문에는 수천년 간의 유대인의 추방을 언급하면서, 고대의 “믿음”과 현대의 “정치”를 둘 다 끌어오고 있다.:
강제적으로 자신들의 땅에서 추방된 이후, 사람들은 흩어짐에도 믿음을 지켜 절대 기도를 멈추지 않았고, 오직 자신들의 정치적인 자유로의 귀환과 그것의 회복을 바랐다.
또한 유대인들이 자신들의 고대의 고향으로 돌아가고자 했던 마음도 담겨있다.:
이 역사적이고 전통적인 애착에 이끌려, 유대인들은 세대를 거듭하여 다시 고대의 고향에 자신들을 정착시키기 위해 노력하였다. 근 수십 년에야 그들은 다시 하나로 뭉쳤다.
그리고 다음과 같이 이스라엘의 유대인 이민자들을 설명하고 있다.:

개척자들… 그리고 방어자들, 그들이 사막에 꽃을 피우고, 히브리어를 부활시켰고, 마을과 촌락을 짓고, 경제와 문화 면에서 자립하여 번성하는 공동체를 구성하였으며, 평화를 사랑하나 스스로를 지키는 법을 알았고, 나라에 사는 이들은 가릴 것 없이 발전의 축복을 가져다주었고, 항상 독립적인 한 국가의 위치를 동경하였다.
1897년, 유태 국가의 영적인 아버지, 테오도르 헤르츨의 부름 아래, 첫 세계유대인연합이 결성되어 유대인 국가의 부활의 권리를 외쳤다. 이 권리는 영국 정부가 1917년 11월 2일 제창한 밸푸어 선언이 지지한 것이며, 국제연맹의 위임 통치로 유대인과 팔레스타인 사이의 역사적인 연결고리, 그리고 유대인들의 집을 재건할 권리에 관한 국제적인 시인을 이끌어낸 바 있다.

1939-1945년에 벌어진 유럽 홀로코스트 역시 고향의 재성립을 위한 필수 요소 중 하나이다.:

최근에 들어 유대인들에게 드리워진 재앙—유럽에서 벌어진 유대인 수백만 명의 학살—은 이스라엘을 유태 국가로 재정립하는 일이 얼마나 긴급한지를 보여준 또다른 사건으로써, 이는 모든 유대인들에게 고향을 제공하고, 그들을 국가라는 공동체의 특권을 지닌 구성원으로 만들 수 있는 기회이다.
유럽의 나찌 홀로코스트로부터 살아남은 이들과, 다른 국가의 유대인들은, 장애물들과 위험을 두려워하지 않고 계속 이스라엘로 모여들었으며, 항상 존엄한 생명, 자유, 그리고 조국의 경작의 권리를 주장하기를 멈추지 않았다.

1947년 11월 29일, 유엔 총회는 결의안 181호를 통과시켰으며, 이는 ‘팔레스타인의 미래 헌법과 정부’에 관한 것이었다. 이는 유태 국가의 임시 정부 성립, 그리고 이를 통한 헌법과 권리 보장 등을 재촉하였다. 이 결의안은 이스라엘에 사는 사람들이 정부가 제자리를 잡게 해줄 조치를 취하게 할 것을 요구하였다. 주권과 민족 자결에 관하여 선언문은:

이 권리는 유대인들이 스스로의 운명의 주인이게 하는 본연의 권리로써, 다른 모든 주권 국가에서 마찬가지로 이루어진 것이다.
그러므로 영국 위임 통치의 끝을 맞이하여 팔레스타인의 유대인들, 그리고 시오니스트의 구성원과 대표들, “자연적이고 역사적인 권리”의 본성에 따라, 그리고 유엔의 결의안에 따라... 이 자리에서 이스라엘이라 알려질 유태 국가의 성립을 선포한다.
...이스라엘은 유대인들이 자유롭게 들어와 살 수 있으며, “추방당한 이들을 거두는 땅”이 될 것이다; 이스라엘은 모든 거주민들의 권익을 위해 발전을 해나갈 것이다; 이스라엘은 고대 예언가들이 맘속으로 그려왔던 자유, 정의, 평화에 기반을 두고 세워질 것이다; 이스라엘은 종교, 인종, 성별을 불문하고 모든 거주민들에게 사회정치적인 권리의 평등을 보장할 것이다; 이스라엘은 종교, 의식, 언어, 교육과 문화의 자유를 보장할 것이다; 이스라엘은 모든 종교의 성지를 안전하게 보호할 것이다; 또한 이스라엘은 유엔 헌장의 원칙에 충실할 것이다.

이들은 모든 에레츠 이스라엘의 경제적인 연합을 세울 것을 맹세하며 이렇게 부탁하였다.:

근 몇 달간 우리들에게 가해져온 맹공 속에서 — 이스라엘 국가의 아랍인들에게 우리는 평화를 보전하고 국가의 성립을 협조할 것을, 평등한 시민권을 지닌 사람 대 사람으로서, 또 임시 그리고 정식 정부의 대표인으로서 요구한다. 우리는 이웃하는 국가들에게 평화와 친근함으로 손을 뻗으며, 주권을 가지고 제 땅에 자리를 잡은 유대인들과 협조와 상호 원조의 연결고리를 굳건히 할 것을 부탁한다. 이스라엘 국가는 중동 전체의 발전을 위한 공동의 노력에 참여할 준비가 되어있다.

마지막 부탁은 디아스포라로 인해 흩어진 “이 땅의 자유 헤브루인”들에게 한 것이며, 그들의 오래된 꿈인 이스라엘의 재건을 실현하려는 그들을 지지함을 드러낸 것이기도 하다. 선언문은 이스라엘 땅에 있는 헤브루인과, 세계 각지에 흩어져있는 유대인들 간의 구분을 명확히 하고 있다.
선언문은 "미토 비타혼 베츠르 이스라엘"이란 말로 끝을 맺고 있는데, 이는 “이스라엘의 주에 대한 믿음으로”, 혹은 “이스라엘의 힘으로”라고 해석될 수 있다. 이 이중적 의미는 유슈프의 종교적 및 세속적 당파를 둘 다 만족시키기 위해 선택된 것이라 볼 수 있다.

## 같이 보기
- 팔레스타인 독립선언